# Adoxophyes panxantha
Adoxophyes panxantha es una especie de polilla del género Adoxophyes, tribu Archipini, subfamilia Tortricinae.

## Distribución
Se distribuye por Australia (Queensland).

## Taxonomía
Fue descrita por Lower en 1901 y publicada en Transactions of the Royal Society of South Australia 25: 75.